# Eotrogulus fayoli
Eotrogulidae, Eotrogulus
Famille
Genre
Espèce
Eotrogulus fayoli, unique représentant du genre fossile Eotrogulus et de la famille fossile des Eotrogulidae, est une espèce fossile d'opilions dyspnois.

## Fossiles
Selon Paleobiology Database en 2025, cette famille des Eotrogulidae a une seule collection référencée de fossiles. Cette collection de fossiles est du Gzhélien du Pennsylvanien du Carbonifère supérieur, c'est-à-dire date de 303,7-298,9 Ma avant notre ère .

## Distribution
Cette espèce a été découverte dans les séries houillères de Commentry dans de l'Allier en France. 

## Description
L'holotype mesure 12 mm.

## Étymologie
Cette espèce est nommée en l'honneur de Henri Fayol.

## Sous-ordre
Selon World Catalogue of Opiliones (20/04/2021) :
- Acropsopilionoidea Roewer, 1923
  - Acropsopilionidae Roewer, 1923
  - † Halithersidae Dunlop, Selden & Giribet, 2016
- Ischyropsalidoidea Simon, 1879
  - Ischyropsalididae Simon, 1879
  - Sabaconidae Dresco, 1970
  - Taracidae Schönhofer, 2013
  - famille indéterminée
    - † Piankhi Dunlop, Bartel & Mitov, 2012
- Troguloidea Sundevall, 1833
  - Dicranolasmatidae Simon, 1879
  - Nemastomatidae Simon, 1872
  - Nipponopsalididae Martens, 1976
  - Trogulidae Sundevall, 1833
  - † Eotrogulidae Petrunkevitch, 1955
  - † Nemastomoididae Petrunkevitch, 1955
- super-famille et famille indéterminée
  - † Ameticos Garwood, Dunlop, Giribet & Sutton, 2011
  - † Echinopustulus Dunlop, 2004

## Publications originales
- Thévenin, 1901 : « Sur la découverte d’arachnides dans le terrain houiller de Commentry. » Bulletin de la Société Géologique de Francesér. 4, , vol. 1, p. 605–611 (texte intégral).
- Petrunkevitch, 1955 : Arachnida. Treatise on invertebrate paleontology, Part P, Arthropoda 2. Geological Society of America, Boulder, and University of Kansas Press, Lawrence, p. 42–162.